# 1. Liga (Fussball)
Die 1. Liga Classic ist seit 2012 die vierthöchste Spielklasse im Schweizer Fussball (davor dritthöchste). Zwischen 2012 und 2014 trug die 1. Liga bereits einmal den Namen 1. Liga Classic, zur Unterscheidung von der 2012/13 neu eingeführten 1. Liga Promotion. Da diese auf die Saison 2014/15 hin in Promotion League umbenannt wurde, wurde der alte Name 1. Liga wieder angenommen. Auf die Saison 2022/23 wurde die 1. Liga aber wieder in 1. Liga Classic umbenannt.
Promotion League und 1. Liga Classic bilden die Erste Liga, eine Abteilung des Schweizerischen Fussballverbandes. Die 1. Liga Classic wird in drei Gruppen, aufgeteilt nach geografischen Regionen, ausgetragen.
Die Saison 2024/25 begann am 7. August 2024, wurde vom 29. November 2024 bis 14. Februar 2025 durch die Winterpause unterbrochen und wird am 7. Juni 2025 mit der Finalrunde beendet.

## Geschichte
1930 wurde die Serie A, die höchste Spielklasse im Schweizer Fussball, für eine Übergangssaison in 1. Liga umbenannt. Sie bestand zuvor aus 3 regionalen Gruppen à 9 Mannschaften und umfasste in der Saison 1930/31 nach einer Ausnahmeregelung ab der Rückrunde durch innersaisonalen Aufstieg aus der verkürzten Serie Promotion (zweite Stufe) je 11 Mannschaften. Da auf die Saison 1931/32 hin die Nationalliga eingeführt wurde, stiegen 18 der 33 Mannschaften in die neugeschaffene Nationalliga auf, während die 1. Liga, nun nur noch die zweithöchste Spielklasse, mehrheitlich aus den übrigen Mannschaften der alten 1. Liga zusammengesetzt wurde. Aufgrund eines speziellen Modus, der für die Zeit von 1931 bis 1933 galt, wurde der 1.-Liga-Verein FC Lausanne-Sports 1932 als bislang einziger unterklassiger Verein Schweizer Meister.
Von 1931 bis 1939 bestand die 1. Liga aus zwei regionalen Gruppen, zunächst mit je 9 Mannschaften, 1934/35 mit 11 Mannschaften, ab 1935 mit 12 Mannschaften. 1939/40 und 1940/41 teilten sich die 24 Mannschaften in 5 bzw. 3 Gruppen auf, von 1941 bis 1944 gab es wieder zwei Gruppen mit insgesamt 25 Mannschaften.
1944 wurde als zweithöchste Spielklasse die eingleisige Nationalliga B eingeführt, in die 14 der bisherigen 25 1.-Liga-Mannschaften einzogen. Die neue 1. Liga bestand aus 3 Gruppen mit je 10 Mannschaften, 1945/46 mit je 11 und ab 1946/47 mit je 12 Mannschaften. Erst 1962 wurde sie auf je 13 Mannschaften aufgestockt. 1976/77 gab es vier Gruppen mit je 12 Teilnehmern, danach mit je 14 Teilnehmern. Dieser Modus erhielt sich bis 2000, als wieder 3 Gruppen mit je 16 Mannschaften eingeführt wurden.
2012/13 wurde erstmals die nationale drittklassige 1. Liga Promotion eingeführt, in die 11 der bisherigen 48 Teams der 1. Liga aufstiegen. Die bisherige 1. Liga hiess nun 1. Liga Classic und bestand seither aus 3 Gruppen mit je 14 Teilnehmern. Seit 2014 heisst die 1. Liga Promotion Promotion League und hiess die 1. Liga Classic wieder 1. Liga. Im November 2021 beschloss der Verbandsrat des SFV, dass ab der Saison 2022/23 neu in 3 Gruppen à 16 Teams gespielt werden und die Liga wieder 1. Liga Classic heissen soll.

## Reform der Liga zur Saison 2012/13
Der Schweizerische Fussballverband bzw. dessen Organisation Swiss Football League hat am 12. November 2010 die Reform der 1. Liga beschlossen, welche am 21. Mai 2011 bestätigt wurde.
Um die Aufsteiger in die Promotion League zu ermitteln, werden Aufstiegsspiele der zwei Erstklassierten jeder Gruppe sowie der beiden besten Drittklassierten ausgetragen (mit Einschränkungen für U21-Mannschaften). Sie führen eine Qualifikationsrunde mit Hin- und Rückspielen und eine anschliessende Finalrunde der vier besten Mannschaften durch. Die daraus hervorgehenden besten zwei Teams steigen in die Promotion League auf, der Gewinner der Finalrunde ist Schweizer Meister der 1. Liga. Die beiden letztklassierten Mannschaften pro Gruppe steigen in die 2. Liga interregional ab.

## Spielorte
| Coffrane |

| CS Chênois |

| La Chaux-de-Fonds |

| Echallens Région |

| Köniz |

| Lancy |

| Lausanne-Sport M-21 |

| Meyrin |

| Monthey |

| Naters Oberwallis |

| Stade-Payerne |

| Portalban/Gletterens |

| La Sarraz-Eclépens |

| ServetteM-21 |

| Sion M-21 |

| Yverdon Sport II |

| Bassecourt |

| Besa Biel/Bienne |

| Black Stars Basel |

| Concordia Basel |

| Courtételle |

| Dietikon |

| Langenthal |

| Münsingen |

| SV Muttenz |

| Prishtina Bern |

| Rotkreuz |

| Schötz |

| Solothurn |

| Thun Berner Oberland U21 |

| Wohlen |

| GC Zürich U21 |

| Collina d’Oro |

| USV Eschen-Mauren |

| Freienbach |

| SV Höngg |

| SC YF Juventus/FC Kosova< |

| Kreuzlingen |

| Linth 04 |

| Mendrisio |

| St. Gallen U21 |

| SV Schaffhausen |

| AC Taverne |

| Tuggen |

| Uzwil |

| Wettswil-Bonstetten |

| Winterthur U21 |

## Teilnehmer

### Saison 2022/23
Quelle: Match center. 1. Liga Classic. Saison 2022/2023. Erste Liga.
| 1. Servette FC M-21 (N) 2. FC Monthey 3. FC Vevey-Sports 4. Meyrin FC 5. FC La Chaux-de-Fonds 6. FC Echallens Région 7. CS Chênois 8. US Terre Sainte 9. FC Coffrane (N) 10. FC Sion M-21 (A) 11. FC Grand-Saconnex (N) 12. FC La Sarraz-Eclépens 13. FC Naters Oberwallis 14. FC Portalban/Gletterens (N) 15. FC Concordia Lausanne (N) 16. FC Martigny-Sports (A) Absteiger aus der Promotion League (N) Aufsteiger aus der 2. Liga interregional Aufstieg in die Promotion League Abstieg in die 2. Liga interregional | 1. SR Delémont 2. FC Solothurn 3. FC Schötz 4. FC Concordia Basel (N) 5. FC Black Stars Basel (A) 6. FC Münsingen 7. FC Wohlen 8. FC Rotkreuz (N) 9. Neuchâtel Xamax M-21 (N) 10. FC Thun Berner Oberland U21 11. FC Bassecourt 12. FC Köniz 13. FC Langenthal 14. FC Emmenbrücke (N) 15. FC Muri (N) 16. SC Dornach (N) | 1. FC Paradiso 2. FC Lugano II 3. FC Tuggen 4. FC Wettswil-Bonstetten 5. FC Linth 04 6. FC Winterthur U21 7. Grasshopper Club Zürich U21 8. FC Kreuzlingen (N) 9. SV Höngg 10. AC Taverne (N) 11. FC Gossau 12. FC Kosova 13. USV Eschen-Mauren 14. FC Freienbach 15. FC Uzwil 16. FC Weesen (N) |

### Saison 2023/24
Quelle: Match center. 1. Liga Classic. Saison 2023/2024. Erste Liga.
| 1. FC du Grand-Saconnex 2. Yverdon Sport FC II (N) 3. FC Vevey-Sports 4. FC Sion M-21 5. FC Lausanne-Sport M-21 (N) 6. FC Echallens Région 7. FC Naters Oberwallis 8. CS Chênois 9. Meyrin FC 10. FC Monthey 11. FC Coffrane 12. FC La Chaux-de-Fonds 13. FC Portalban/Gletterens 14. FC La Sarraz-Eclépens 15. Pully Football (N) 16. US Terre Sainte (A) Absteiger aus der Promotion League (N) Aufsteiger aus der 2. Liga interregional Aufstieg in die Promotion League Teilnahme an der Finalrunde der Aufstiegsspiele Abstieg in die 2. Liga interregional | 1. FC Schötz 2. FC Black Stars Basel 3. FC Rotkreuz 4. FC Solothurn 5. SV Muttenz (N) 6. FC Concordia Basel 7. FC Courtételle (N) 8. FC Köniz 9. FC Dietikon (N) 10. FC Münsingen 11. FC Wohlen 12. FC Langenthal 13. FC Thun Berner Oberland U21 14. FC Bassecourt 15. FC Emmenbrücke 16. FC Muri | 1. FC Tuggen 2. SC YF Juventus Zürich (A) 3. FC Kreuzlingen 4. FC Wettswil-Bonstetten 5. FC Winterthur U21 6. FC Mendrisio (N) 7. USV Eschen-Mauren 8. Grasshopper Club Zürich U21 9. FC Linth 04 10. SV Höngg 11. AC Taverne 12. FC Kosova 13. FC Freienbach 14. FC Uzwil 15. FC Balzers (N) 16. FC Gossau |

### Saison 2024/25
Quelle: Match center. 1. Liga Classic. Saison 2024/2025. Erste Liga.
| 1. FC Lausanne-Sport M-21 2. Lancy FC (N) 3. Meyrin FC 4. CS Chênois 5. Servette FC M-21 (A) 6. FC Echallens Région 7. FC Portalban/Gletterens 8. FC Naters Oberwallis 9. FC Sion M-21 10. FC Stade-Payerne (N) 11. FC Monthey 12. FC La Sarraz-Eclépens 13. FC La Chaux-de-Fonds 14. Yverdon Sport FC II 15. FC Coffrane 16. FC Köniz (A) Absteiger aus der Promotion League (N) Aufsteiger aus der 2. Liga interregional Aufstieg in die Promotion League Teilnahme an der Finalrunde der Aufstiegsspiele Abstieg in die 2. Liga interregional | 1. Grasshopper Club Zürich U21 2. FC Prishtina Bern (N) 3. FC Schötz 4. FC Black Stars Basel 5. FC Courtételle 6. FC Solothurn 7. FC Münsingen 8. FC Dietikon 9. FC Langenthal 10. FC Bassecourt 11. FC Wohlen 12. FC Concordia Basel 13. SV Muttenz 14. FC Besa Biel/Bienne (N) 15. FC Rotkreuz 16. FC Thun Berner Oberland U21 | 1. FC Kreuzlingen 2. SC YF Juventus Zürich 3. FC Wettswil-Bonstetten 4. FC St. Gallen U21 (A) 5. FC Winterthur U21 6. FC Collina d’Oro (N) 7. FC Tuggen 8. AC Taverne 9. FC Kosova 10. USV Eschen-Mauren 11. SV Höngg 12. FC Freienbach 13. SV Schaffhausen (N) 14. FC Mendrisio 15. FC Linth 04 16. FC Uzwil |

## Meister und Aufsteiger
Seit 1995 wurde wieder durchgehend der Meistertitel vergeben. Erster Meister der 1. Liga wurde 1932 der FC Lausanne-Sports.
| Jahr    | Meister                 | Weitere Aufsteiger |
| ------- | ----------------------- | --- |
| 1994/95 | FC Chiasso              | FC Naters |
| 1995/96 | FC Gossau               | FC Meyrin |
| 1996/97 | FC Thun                 | FC Schaffhausen |
| 1997/98 | FC Chiasso              | FC Stade Nyonnais |
| 1998/99 | AC Bellinzona           | FC Winterthur |
| 1999/00 | FC Locarno              | FC Wangen bei Olten |
| 2000/01 | FC Concordia Basel      | FC Vaduz |
| 2001/02 | FC Wohlen               | FC Schaffhausen |
| 2002/03 | FC Chiasso              | Meyrin FC FC Bulle Malcantone Agno FC La Chaux-de-Fonds                                                                                        |
| 2003/04 | FC Baulmes              | SC YF Juventus |
| 2004/05 | FC Locarno              | FC Lausanne-Sport |
| 2005/06 | Servette FC             | SR Delémont |
| 2006/07 | FC Gossau               | SC Cham |
| 2007/08 | FC Stade Nyonnais       | FC Biel-Bienne |
| 2008/09 | SC Kriens               | FC Le Mont-sur-Lausanne |
| 2009/10 | FC Chiasso              | SR Delémont |
| 2010/11 | SC Brühl                | Étoile Carouge FC |
| 2011/12 | FC Tuggen               | FC Basel II FC Breitenrain FC Fribourg BSC Old Boys FC Schaffhausen FC Sion M-21 FC St. Gallen II SC YF Juventus Yverdon Sport FC FC Zürich II |
| 2012/13 | FC Le Mont-sur-Lausanne | FC Köniz |
| 2013/14 | Neuchâtel Xamax FCS     | FC Rapperswil-Jona |
| 2014/15 | SC Cham                 | SC Kriens |
| 2015/16 | FC La Chaux-de-Fonds    | FC Bavois FC United Zürich |
| 2016/17 | Yverdon Sport FC        | FC Stade Lausanne-Ouchy |
| 2017/18 | AC Bellinzona           | FC Münsingen |
| 2018/19 | FC Étoile Carouge       | FC Black Stars Basel |
| 2019/20 | Saisonabbruch           | Saisonabbruch |
| 2020/21 | –                       | FC Biel/Bienne BSC Young Boys II |
| 2021/22 | FC Bulle                | FC Baden |
| 2022/23 | Servette FC M-21        | FC Delémont FC Monthey FC Paradiso FC Solothurn                                                                                                |
| 2023/24 | FC du Grand-Saconnex    | FC Vevey Sports |
| 2024/25 | FC Kreuzlingen          | FC Lausanne-Sport M-21 |